# Parson Russell terrier
Il Parson Russell Terrier è una razza canina britannica riconosciuta dalla FCI (Standard N. 339, Gruppo 3, Sezione 1), discendente dal Fox Terrier fu selezionata dal reverendo John Russell nel diciannovesimo secolo.

## Caratteristiche
Utilizzato nella caccia alla volpe per stanare la volpe quando si rifugia in una tana, viene portato a cavallo in prossimità delle tane e lasciato entrare in azione. È un cane resistente e dotato di una buona muscolatura; le zampe anteriori sono adatte allo scavo del terreno e sono utilizzate per farsi strada anche nei cunicoli più stretti. Le mandibole, abbinate a una dentatura potente, sono atte ad afferrare con forza e tirare: il cane riesce ad avere la meglio sulle radici legnose che ostruiscono il passaggio. Alcuni esemplari possono nascere anuri o brachiuri.
Selezionato per l'utilizzo nella caccia alla volpe, è comunque abile nel cacciare anche il tasso e ottimo nella cattura dei piccoli roditori. In Italia, specialmente in Toscana ma non solo, i Parson Russell vengono utilizzati per cacciare i cinghiali, singolarmente o in muta.
Il suo mantello è generalmente bianco con macchie nere e/o marroni (tan). L'altezza varia tra poco sotto i 12 pollici e i 14 secondo la tradizione inglese, e solitamente tra i 33 e i 36 cm al garrese nella tradizione europea con un peso tra 5,9 e 7,7 kg.
La F.C.I. (la Federazione Cinologica Internazionale) lo ha ufficialmente ammesso nei propri registri dal Giugno del 2000.